# Línea 32 (San Juan)
La línea 32 fue una línea de colectivo que circulaba por el Gran San Juan, en la provincia de San Juan, Argentina.
Recorría el sector suroeste y sureste de dicha área metropolitana recorriendo los departamentos Rawson, Rivadavia, Capital y Santa Lucía. Estuvo constituida por dos ramales, una denominad 32, que tenía un recorrido de casi 20 kilómetros de extensión, y otro señalizado como 32 Directo, con un recorrido menos extenso.
Estuvo operada por la empresa privada Vallecito S.R.L., sin embargo estuvo a cargo hasta finales de la década de los '90 por la empresa La Capital S.A., que debido a su quiebra la línea 32 desaparecio. El 4 de septiembre de 2004, con la desaparición de la empresa 20 de Junio S.A., comienza a funcionar nuevamente
El 4 de diciembre de 2021 dejó definitivamente de existir a partir de la puesta en marcha de la Red Tulum. Las actual línea 214 hace parte del recorrido de esta línea.

## Recorridos

### Ramal 32: Barrio Escobar - Santa Lucía - Centro - Rivadavia - Rawson
Ida
Barrio Escobar (El Medanito) - La Estación - Colectora - Villagra - Estados Unidos - Lateral sur de Autopista de Circunvalación - Lateral sur de Ruta Nacional 20 - Gorriti - Los Almendros - Corvalan - Avenida Hipólito Yrigoyen - Gil - Colón (Santa Lucía) - Avenida Sarmiento - Avenida Argentina - Santa Fe - Avenida Rioja (San Juan/centro) - Avenida Libertador General San Martín - Avenida Alem - Santa Fe - España - Pedro de Valdivia - Paula Albarracín de Sarmiento - 9 de Julio - Río Bamba - Comandante Cabot - Hipólito Yrigoyen - Juan Aguilar - 25 de Mayo - República del Líbano.
Regreso
República del Líbano - Hipólito Yrigoyen - Comandante Cabot - Río Bamba - 9 de Julio - Paula Albarracín de Sarmiento - Pedro de Valdivia - España - Salta - Mitre - Avenida Alem - Avenida Libertador General San Martín (San Juan/centro) - Aberastain - Mitre - Avenida Rawson - General Paz - Argentina - Avenida Sarmiento (Santa Lucía) - Gil - Avenida Hipólito Yrigoyen - Corvalan - Lol Almendros - Gorriti - Lateral norte de Ruta Nacional 20 - Lateral oeste de Autopista de Circunvalación - Autopista acceso norte (Ruta Nacional 40) - La Estación - Barrio Escobar (El Medanito).

### Ramal 32 Directo: Barrio Escobar - Trinidad - Centro - Rivadavia - Rawson
Ida
Barrio Escobar (El Medanito) - La Estación - Autopista Acceso Sur - Avenida Rawson - Santa Fe - Avenida Rioja (San Juan/centro) - Avenida Libertador General San Martín - Avenida Alem - Santa Fe - España - Pedro de Valdivia - Paula Albarracín de Sarmiento - 9 de Julio - Río Bamba - Comandante Cabot - Sargento Acosta - República del Líbano - Hipólito Yrigoyen - Comandante Cabot.
Regreso
Comandante Cabot - Río Bamba - 9 de Julio - Paula Albarracín de Sarmiento - Pedro de Valdivia - España - Salta - Mitre - Avenida Alem - Avenida Libertador General San Martín (San Juan/centro) - Aberastain - Mitre - Avenida Rawson - Autopista acceso Sur (Ruta Nacional 40) - La Estación - Barrio Escobar (El Medanito).